# Nebet tepe
Nebet Tepe (bułg. Небет тепе, pol. Wzgórze Modlitwy, nazwa z języka tureckiego) – wzgórze (203 m n.p.m.) na Starym Mieście w Płowdiwie, w Bułgarii.

## Zabytki
Na terenie spłaszczonego wzgórza archeolodzy odkryli pozostałości osiedla z około 3500 lat p.n.e., a także fragmenty znacznych rozmiarów średniowiecznego zbiornika na wodę deszczową. Istnieją tu także ruiny murów obronnych twierdzy Trimontium (pierwotny Płowdiw), resztki trackiego osiedla Eumolpias oraz akropolu wybudowanego przez cesarza Trajana.
Ze szczytu roztacza się widok na Maricę, Starą Płaninę i Sredną Gorę. Urządzono tu strefę rekreacji z punktami widokowymi. Nad Maricę prowadzą kręte kamienne schody, natomiast ulica Czomakowa sprowadza ku Cerkwi Świętych Konstantyna i Heleny w centrum Starego Miasta (obiekt pochodzi z 1832 roku, a jego cenne wyposażenie stanowią m.in. freski autorstwa Zachari Zografa). Poniżej wzgórza (ul. Czomakowa 2) znajduje się dom złotnika Kujumdżigołu z 1847 roku o bogato zdobionej fasadzie z kutymi, żelaznymi wrotami. Pełni on obecnie rolę Muzeum Etnograficznego. Na południowo-zachodnim stoku wzgórza stoi armeńska prawosławna cerkiew Surp Kevork.

## Galeria

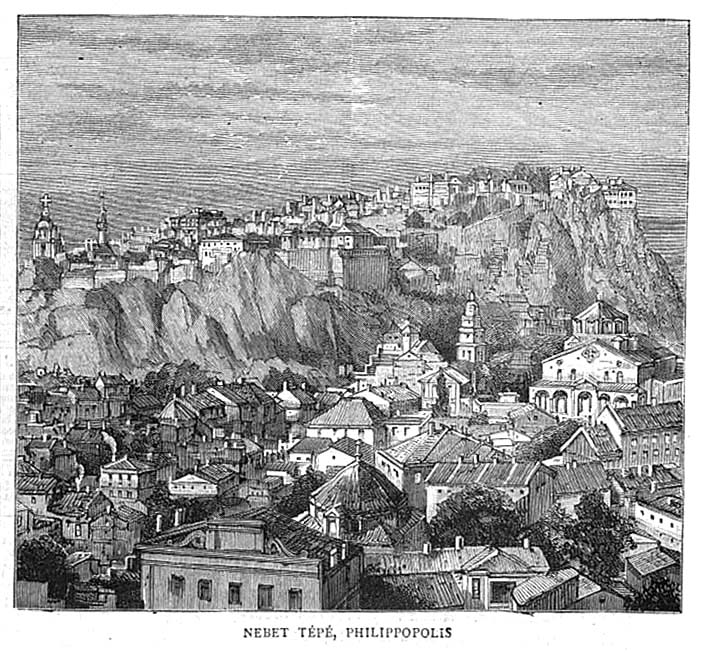
Grafika  1885 roku
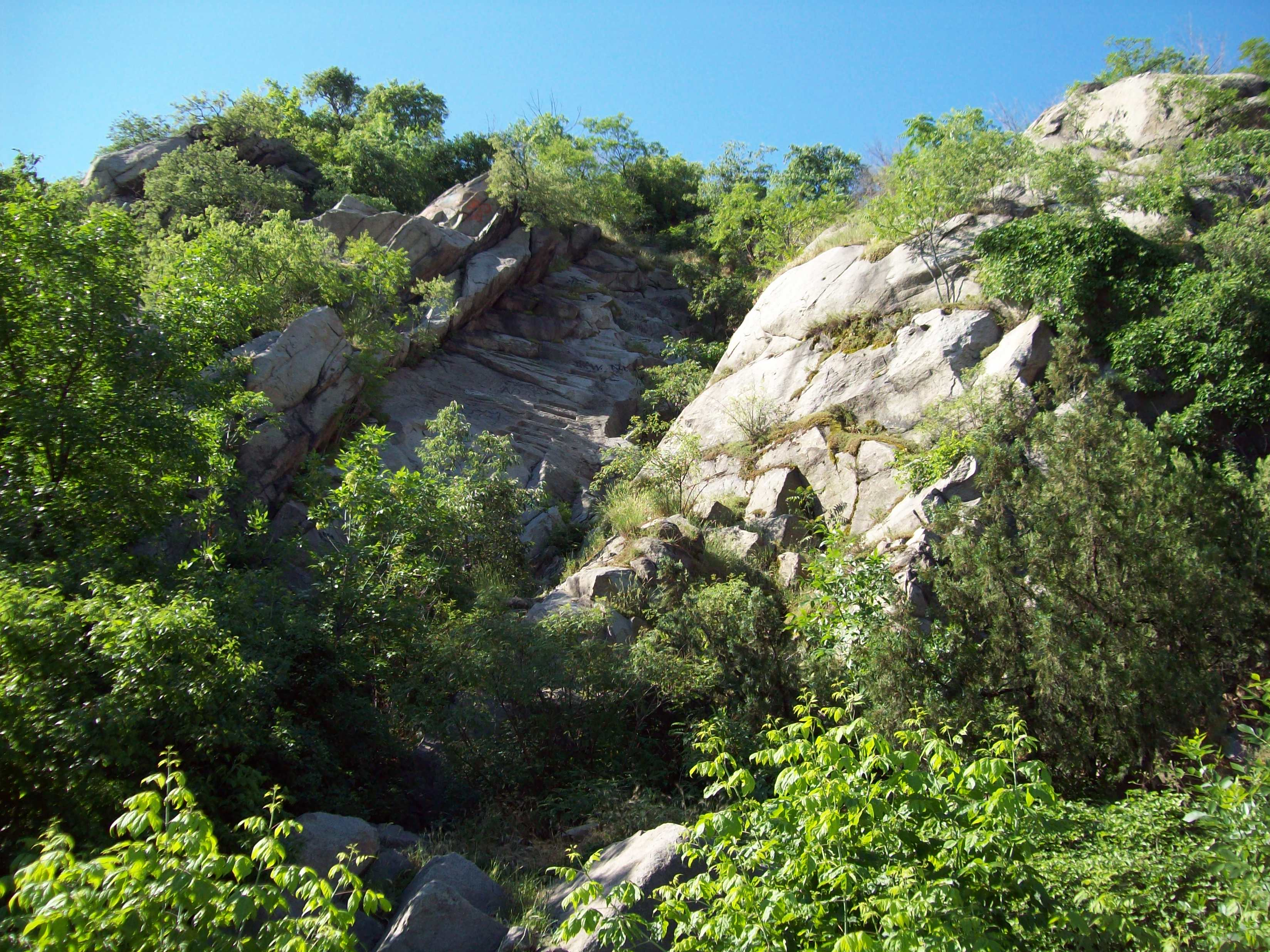
Skały od północnej strony
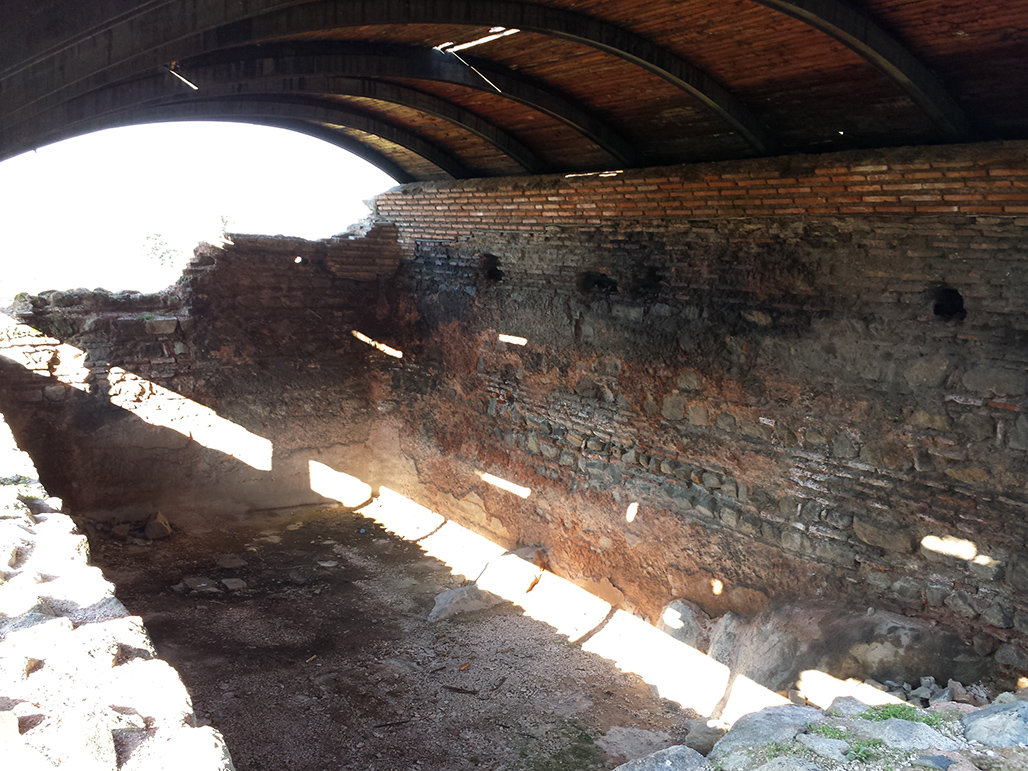
Średniowieczna cysterna na deszczówkę
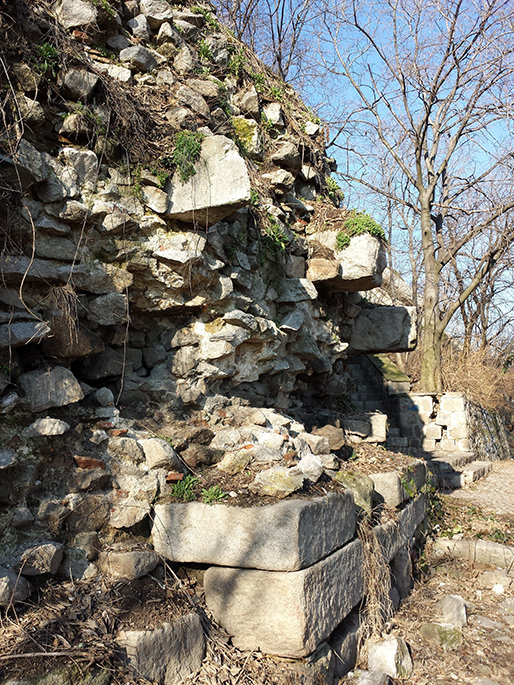
Starożytny wał kamienny